# Мечислав Карлович
Мечислав Іванович Карловіч (пол. Mieczysław Karłowicz, 11 грудня 1876 року, с. Вишневе, Російська Імперія — 8 лютого 1909, Татри) — польський композитор і диригент. Пристрасний альпініст, художник-фотограф і публіцист.

## Біографія
Мечислав Карловіч був сином Ірени Сулістровської та Яна Олександра Карловича, відомого білоруського етнолога та мовознавця. В 1882 році сім'я Карловича продала своє майно і переселилася в Гейдельберг, потім в Прагу і Дрезден, остаточно оселилася в 1887 році у Варшаві.
З дитинства він навчався грі на скрипці. У Варшаві вивчав гармонію і контрапункт, до цього періоду відносяться і перші проби пера як композитора (був учнем З. Носковського). Крім занять музикою, Мечислав вивчав у Варшавському університеті природничі науки, потім у Берліні філософію.
1903 року в рамках Варшавського музичного товариства імені Станіслава Монюшка створив струнний оркестр. Ряд його симфонічних творів, зокрема, «Одвічні пісні» та «Литовська рапсодія» спиралися на використання білоруських народних пісень.
Карлович у 1889 році вперше відвідав Татри. У 1892 році заснував перший туристичний маршрут у Західних Татрах біля Поляни на Столах. У 1907 році переселився на гірський курорт Закопане і став альпіністом. Був одним із піонерів лижного спорту. Трагічно загинув внаслідок сходження снігової лавини під час походу в гори. Похований на Повонзківському цвинтарі у Варшаві.

## Твори
До основних творів Карловича належать:
- 25 пісень для голосу з фортепіано (1894—1898), 17 з них опубліковані як opp. 1 (1897), 3 (1898), 4 (1899),
- Серенада C-dur для струнного оркестру, op. 2 (1897),
- Симфонічна прелюдія та інтермеццо з музики до драми Ю. Новіньського «Біла голубка», op. 6 (1900),
- Симфонія e-moll «Відродження», op. 7 (1901—1902),
- Скрипковий концерт A-dur, op. 8 (1902),
- 6 симфонічних поем:
  - «Повертаються хвилі», op. 9 (1903—1904),
  - «Одвічні пісні», op. 10 (1904—1906; симфонічний триптих: Пісня про вічну тугу, Пісня про любов і смерть, Пісня про всебуття),
  - «Литовська рапсодія», op. 11 (1906),
  - «Станіслав та Ганна Осьвецими», op. 12 (1907),
  - «Сумна повість (Прелюдії до вічності)», op. 13 (1908),
  - «Епізод на маскараді», op. 14 (1908, закінчено Г. Г.). Фітельбергом).

Більшість автографів Карловича загинули під час другої світової війни.